# Кропус
Кропус (фр. Cropus) насеље је и општина у северној Француској у региону Горња Нормандија, у департману Приморска Сена која припада префектури Дјеп.
По подацима из 2011. године у општини је живело 242 становника, а густина насељености је износила 50,63 становника/km². Општина се простире на површини од 4,78 km². Налази се на средњој надморској висини од 152 метара (максималној 162 m, а минималној 109 m).

## Демографија
| 1962. | 1968. | 1975. | 1982. | 1990. | 1999. | 2011. |
| ----- | ----- | ----- | ----- | ----- | ----- | ----- |
| 228   | 247   | 201   | 176   | 220   | 214   | 242   |

График промене броја становника у току последњих година